# ヘンゾ・グレイシー
ヘンゾ・グレイシー（Renzo Gracie、1967年3月11日 - ）は、ブラジルの男性柔術家、総合格闘家。リオデジャネイロ州出身。アメリカ合衆国ニュージャージー州ホルムデル在住。ヘンゾ・グレイシー柔術アカデミー主宰。ブラジリアン柔術七段、柔道黒帯を取得している。
ブラジリアン柔術創始者カーロス・グレイシーの次男カーロス・ボブソン・グレイシーの次男。兄弟には、三男ハウフ・グレイシーや四男ハイアン・グレイシーがいる。
グレイシー一族の中でも最も早くからバーリトゥードがあらゆる要素を含んだ格闘技を生むということを見越し、柔術だけでなくレスリングやボクシングを取り入れていった。

## 来歴
リオデジャネイロイパネマにあったグレイシーバッハ系道場グレイシー・イパネマを立ち上げる。
1993年8月1日、ヴァリッジ・イズマイウと柔術マッチで対戦。60分を戦い抜き、ポイント負けした。その後、ヘンゾはブラジルから、南カリフォルニアに道場を構える同門グレイシーバッハのマチャド兄弟を訪ねてアメリカへ。
アメリカ人初の黒帯柔術家クレイグ・クーカックと知り合い、ニューヨークに共同の道場を立ち上げる。
1995年10月、World Combat Championshipの8人制トーナメントで優勝を果たした。
1997年10月11日、PRIDE.1で小路晃と対戦し、引き分けた。
1998年3月15日、PRIDE.2で菊田早苗と対戦。約50分の死闘の末フロントチョークで一本勝ち。
1998年3月、初開催されたアブダビコンバットの77kg未満級において優勝を果たした。
1999年2月、アブダビコンバットの88kg未満級に出場するも、2回戦でイーゲン井上に判定負け。
2000年2月26日、リングスKOK決勝トーナメント準々決勝で田村潔司と対戦し、判定負け。
2000年3月、第3回アブダビコンバットの77kg未満級で2度目の優勝を果たした。
2000年8月27日、PRIDE.10で桜庭和志と対戦し、チキンウィングアームロックで肘を脱臼し一本負け。ホイス・グレイシーのリベンジマッチとして臨んだ試合であったが、返り討ちにあう形となった。
2000年12月31日、INOKI BOM-BA-YE 2000でアントニオ猪木とエキシビションマッチを行い、猪木のダブルアーム・スープレックスやコブラツイストを受けた。
2005年5月、アブダビコンバット77kg未満級の1回戦でパブロ・ポポビッチと対戦し、判定負け。
2005年7月29日、K-1 WORLD GP in HAWAIIでBJ・ペンと総合格闘技ルールで対戦し、判定負け。
2006年9月23日、IFLでパット・ミレティッチと対戦し、フロントチョークで一本勝ち。
2007年2月10日、EliteXCでフランク・シャムロックと対戦。終始試合をコントロールしていたが、グラウンド状態で反則である頭部への膝蹴りを受け、失格勝ち。
2010年4月10日、UFC初参戦となったアブダビ開催のUFC 112で約3年振りに総合格闘技へ復帰しマット・ヒューズと対戦。3R終了間際にパンチのコンビネーションでTKO負けを喫した。

## 人物・エピソード
- 人当たりの良い好人物として知られるが、昔はハイアンを超えるワルであったと、ハイアンもヘンゾ本人も認めている。たとえばブラジルにかつてヘンゾビーチと呼ばれるビーチがあり、部外者が勝手に入ると暴行を受けたと言う逸話がある（ちなみに公共のビーチである）。
- PRIDEでのアレクサンダー大塚戦では、試合前の減量（体重制限有の契約）に苦しんだ大塚に「試合後にチョコレートをプレゼントしてあげるよ」とコメント。勝利した後の大塚の控え室には、約束通りにチョコレートが差し入れされた。これに対して、大塚もお礼を言いにヘンゾの控え室を訪れている。
- 普段は紳士的にふるまうヘンゾだが、大山峻護との試合中に激昂、相手に唾をはきかけ怒りを露にした。後にインターネットで質疑応答した際に、「あれは大山が自分で試合を膠着させておいて、レフェリーに俺が時間稼ぎをしているようにアピールしたことに腹が立ったからだ」と発言している。
- World Combat Championshipにてオリンピック柔道銅メダリストのベン・スパイカーズと対戦。試合前に「あいつの眼を見ると昔のガールフレンドを思い出す」といわれたヘンゾは試合に勝った後、相手の後頭部を踏みつけ「どちらが男らしいんだ？」と言い放った。4年後、リングスKOKトーナメントにてモーリス・スミスが前哨戦の舌戦で「おチビちゃん」と挑発したときには「俺はゲイみたいな奴だと言われても、もう怒ったりしない。だってそれは事実じゃないからね。でも背が低いのは本当だから許せない」と笑顔で語った。そして試合に勝った後は自分からスミスを抱きかかえて健闘をたたえた。
- ニューヨークの22nd/10thアベニュー付近で二人組の強盗を素手で撃退。その様子を自身のTwitterにて実況中継した。

## 戦績

### 総合格闘技
| 総合格闘技 戦績 | 総合格闘技 戦績 | 総合格闘技 戦績 | 総合格闘技 戦績 | 総合格闘技 戦績 | 総合格闘技 戦績 | 総合格闘技 戦績 |
| --------------- | --------------- | --------------- | --------------- | --------------- | --------------- | --------------- |
| 23 試合         | (T)KO           | 一本            | 判定            | その他          | 引き分け        | 無効試合        |
| 14 勝           | 1               | 9               | 3               | 1               | 1               | 1               |
| 7 敗            | 2               | 1               | 4               | 0               | 1               | 1               |

| 勝敗 | 対戦相手                       | 試合結果                           | 大会名                                               | 開催年月日     |
| ○    | 近藤有己                       | 2R 1:40 リアネイキドチョーク       | ONE Championship: Reign of Kings                     | 2018年7月27日  |
| ×    | マット・ヒューズ               | 3R 4:40 TKO（スタンドパンチ連打）  | UFC 112: Invincible                                  | 2010年4月10日  |
| ○    | フランク・シャムロック         | 2R 2:00 失格（グラウンドの膝蹴り） | EliteXC: Destiny                                     | 2007年2月10日  |
| ○    | カーロス・ニュートン           | 4分3R終了 判定2-1                  | IFL: Championship Final                              | 2006年12月29日 |
| ○    | パット・ミレティッチ           | 1R 3:37 フロントチョーク           | IFL: Gracie vs. Miletich                             | 2006年9月23日  |
| ×    | BJ・ペン                       | 5分3R終了 判定0-3                  | K-1 WORLD GP 2005 in HAWAII                          | 2005年7月29日  |
| ×    | カーロス・ニュートン           | 2R（10分/5分）終了 判定1-2         | PRIDE 武士道                                         | 2003年10月5日  |
| ×    | 大山峻護                       | 3R（10分/5分/5分）終了 判定0-3     | PRIDE.21                                             | 2002年6月23日  |
| ○    | 小原道由                       | 3R（10分/5分/5分）終了 判定3-0     | PRIDE.17                                             | 2001年11月3日  |
| ×    | ダン・ヘンダーソン             | 1R 1:40 KO（右フック）             | PRIDE.13                                             | 2001年3月25日  |
| ×    | 桜庭和志                       | 2R 9:43 チキンウィングアームロック | PRIDE.10                                             | 2000年8月27日  |
| ×    | 田村潔司                       | 5分2R終了 判定0-3                  | リングス KING of KINGS GRAND-FINAL 【準々決勝】      | 2000年2月26日  |
| ○    | モーリス・スミス               | 1R 0:50 アームロック               | リングス RISE 7th KING of KINGS Bブロック 【2回戦】  | 1999年12月22日 |
| ○    | 坂田亘                         | 1R 1:25 腕ひしぎ十字固め           | リングス RISE 7th KING of KINGS Bブロック 【1回戦】  | 1999年12月22日 |
| ○    | アレクサンダー大塚             | 10分2R終了 判定5-0                 | PRIDE.8                                              | 1999年11月21日 |
| ○    | 菊田早苗                       | 6R 0:43 フロントチョーク           | PRIDE.2                                              | 1998年3月15日  |
| △    | 小路晃                         | 10分3R終了 時間切れ                | PRIDE.1                                              | 1997年10月11日 |
| －   | エウジーニョ・タデウ           | 1R 14:45 ノーコンテスト（暴動）    | Pentagon Combat                                      | 1997年9月27日  |
| ○    | オレッグ・タクタロフ           | 1R 1:02 KO（ペダラーダ）           | Martial Arts Reality Superfighting                   | 1996年11月22日 |
| ○    | ジェームズ・ワーリング         | 1R 2:47 チョーク                   | World Combat Championship 1: First Strike 【決勝】   | 1995年10月17日 |
| ○    | フィル・ベネディクト           | 1R 2:08 ギブアップ（打撃）         | World Combat Championship 1: First Strike 【準決勝】 | 1995年10月17日 |
| ○    | ベン・スパイカーズ             | 1R 2:38 チョーク                   | World Combat Championship 1: First Strike 【1回戦】  | 1995年10月17日 |
| ○    | ルイス・アウグスト・アルバレダ | 1R 7:03 チョークスリーパー         | Desafio: Gracie Vale Tudo                            | 1992年1月1日   |

### グラップリング
| 勝敗 | 対戦相手           | 試合結果          | 大会名                         | 開催年月日     |
| △    | 桜庭和志           | 20分終了 時間切れ | Metamoris 5                    | 2014年11月23日 |
| ×    | マルセロ・ガッシア | ポイント0-9       | ADCC 2003 【77kg未満級 2回戦】 | 2003年5月17日  |

## 獲得タイトル
- World Combat Championship 1 優勝（1995年）
- ブラジル柔術選手権 黒帯ペナ級 優勝（1993年）
- 第1回 アブダビコンバット 77kg未満級 優勝（1998年）
- 第3回 アブダビコンバット 77kg未満級 優勝（2000年）

## 出演
- キックボクサー ザ・リベンジ（英語版）（2018年）

### 戦績等
- UFC 選手データ
- PRIDE 選手データ - ウェイバックマシン（2009年5月4日アーカイブ分）
- MMAjunkie 選手データ
- ヘンゾ・グレイシーの戦績 - SHERDOG（英語）